# 安島灰鴨
安島灰鴨（學名：Anas albogularis）是分佈於孟加拉灣島上的一種鴨，屬於鑽水鴨，過去曾被認為是分佈於印尼的爪哇灰鴨的一個亞種。首位描述安島灰鴨的人是英國鳥類學家艾倫·奧克塔維恩·休謨，他於1873年將此物種命名為Mareca albogularis，現在該物種和其他種潛水鴨一起被歸入鴨屬中。

## 外型描述
安島灰鴨體長37-47公分，大致呈肉桂色至深褐色，並帶有淡黃色的斑紋，其臉部、喉部與眼睛的周圍呈白色，翼鏡的下方有一道短的白色條紋，是由外側一兩層次級飛羽末端的白色造成的，其喙是藍灰色，眼中的虹膜則是紅色。安島灰鴨與爪哇灰鴨最明顯的差別是後者頭部不呈白色，翼鏡下方也沒有白色條紋。

## 分佈與棲地

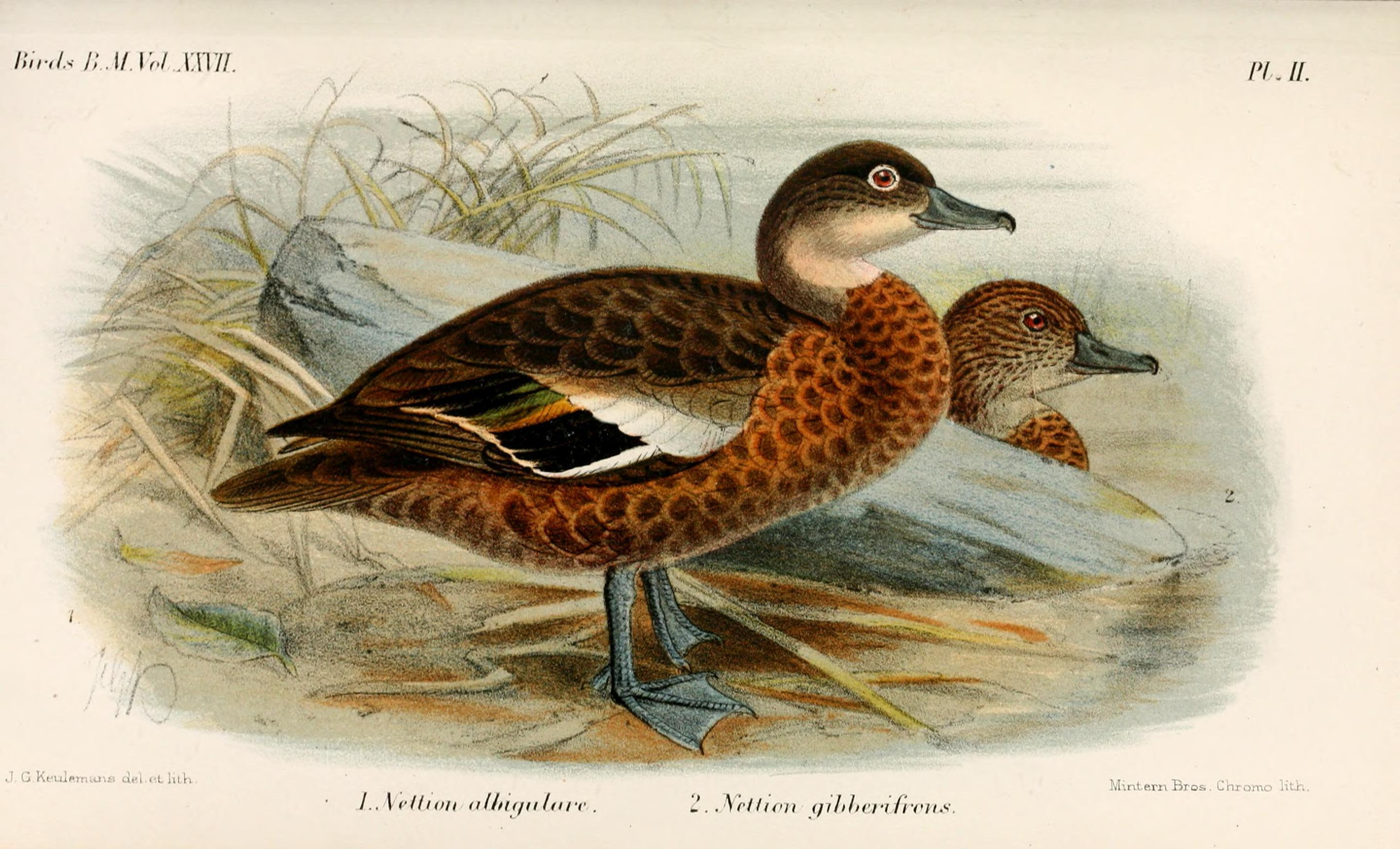
兩種外形相似的鴨，前方是安島灰鴨，後方是爪哇灰鴨

安島灰鴨原產於孟加拉灣中，印度的安達曼群島與緬甸的科科群島，棲地包括島上內陸的湖泊與靠海的紅樹林與潟湖，有時還會停棲在海上。這種鴨被IUCN列為易危物種，1995-1998年的田野調查估計其族群共有在500-600隻個體，2005年統計則有674隻 。其族群數量近年正逐漸增加，2014年估計其個體已超過1,000隻。棲地破壞是安島灰鴨所面臨的最大威脅，因為其棲地大多在保護區以外，且將有大規模的開發案進行，可能造成濕地破碎化而不利其生存。

## 生態
安島灰鴨一般在夜間於稻田中覓食，主要獵物是軟體動物與節肢動物，其繁殖季為7月至9月，它們在蘆葦叢中以草築巢，一窩可產九顆蛋。過去有資料認為安島灰鴨可以在樹洞中繁殖，但近期研究沒有發現明確證據支持此論點。